# Bernadeta Wdzięczna
Bernadeta Wdzięczna (ur. 1959 w Radomiu) - polska malarka i portrecistka tworząca w Stargardzie i Berlinie.

## Życiorys
Na Pomorze przybyła w 1962 r. Ukończyła Państwowe Liceum Sztuk Plastycznych w Szczecinie. Naukę sztuki portretu zdobywała pod kierunkiem prof. Henryka Boehlke.
Członkini Związku Polskich Artystów Plastyków od 2002 r. a także Stowarzyszenia Promocji Artystów Wybrzeża Era Art od 2012 r. Od 1992 r. była współzałożycielką i wieloletnią członkinią SSMSP Brama.

## Twórczość
Tworzy w dziedzinie malarstwa, tkaniny artystycznej i ceramiki. Preferuje malarstwo portretowe figuratywne. W pracach wykorzystuje bawełniane, jedwabne i lniane materiały oraz jutę. Maluje unikatowe obrazy na trykotażach, chustach lub autorskich tkaninach, wprowadzając elementy gazy, koronki czy blachy. Stworzyła autorską technikę malowania na tkaninach z ich reliefowym użyciem.
„W centrum Jej zainteresowania znajduje się człowiek, głównie w ujęciu portretowym i figuratywnym, współistniejący z materią podłoża, które stanowi pretekst do niesłychanie interesujących rozwiązań estetycznych.”
Dzieła Bernadety Wdzięcznej znajdują się w zbiorach muzeów:
- Buchheim Museum (Bernried am Starnberger See)
- Dominikanerkloster Prenzlau – Kulturzentrum und Museum (Prenzlau)
- Museum Kasteel Wijchen (Wijchen)
- Muzeum Archeologiczno-Historycznego w Stargardzie
- Muzeum Regionalnego w Barlinku

oraz w kolekcjach prywatnych w Polsce, Niemczech, Holandii, Francji, Rosji, Japonii, Stanach Zjednoczonych oraz Australii.
Artystka ma na koncie ok. 100 wystaw w kraju i za granicą.

## Cykle malarskie[7]
- Babki polskie
- Portrety na chuście
- W bieli
- Cymelia
- Ślepcy

## Wystawy indywidualne (wybór)[5]
- 1994: Galeria, Klub 13 Muz - Szczecin
- 1995: Muzeum w Stargardzie - Stargard
- 1996: De Bibliotheek Wijchen - Wijchen - Holandia
- 1996: DTG Blau-Weiss Dinslaken - Dinslaken - Niemcy
- 2004: Galerie des Bildungs- und Qualifizierungszentrums der Wirtschaft - Torgelow - Niemcy
- 2006: Jerusalem Bibliothek - Berlin - Niemcy
- 2006: Senioren-Residenz Ullsteinstrasse, Tempelhof - Berlin - Niemcy
- 2006: Dom Polski – Polonicum Kulturzentrum - Berlin - Niemcy
- 2007: Rathaus Schneverdingen, Kulturverein Schneverdingen e.V.- Schneverdingen - Niemcy
- 2008: Muzeum Archeologiczno-Historyczne - Stargard
- 2009: Dom Polski – Polonicum Kulturzentrum - Berlin - Niemcy
- 2010: Dominikanerkloster Prenzlau – Kulturzentrum und Museum - Prenzlau - Niemcy
- 2011: Dorfkirche Alt-Tegel, Evangelische Kirchengemeinde Tegel-Borsigwalde - Berlin - Niemcy
- 2011: Galerie-Kunstwerkstatt NaKole - Berlin - Niemcy
- 2012: Galeria Profile - Gdynia
- 2012: Galerie Petra – Berlin - Niemcy
- 2012: Pałac – Ogród Dendrologiczny - Przelewice
- 2012: Die Medigreif Seniorenresidenz - Greifswald - Niemcy
- 2013: Kulturspeicher - Ueckermünde - Niemcy
- 2013: Humboldt-Bibliothek - Berlin - Niemcy
- 2014: Galerie d'exposition Dalva Duarte - Saint-Priest / Lyon - Francja
- 2014: Projektraum art.endart - Berlin - Niemcy
- 2016: Muzeum w Koszalinie - Koszalin
- 2016: Kapelle-Kunstraum, Kulturverein Schneverdingen e.V.- Schneverdingen - Niemcy
- 2020: Ewa e.V. Frauenzentrum - Berlin - Niemcy
- 2022: Muzeum Regionalne - Barlinek
- 2022: Muzeum Regionalne im. Andrzeja Kaubego - Wolin
- 2022: Muzeum Pomorza Myśliborskiego - Myślibórz
- 2022: Kulturspeicher - Ueckermunde - Niemcy
- 2023: Schloss Stolpe - Usedom - Niemcy[8]
- 2023: Kunsthalle Pommernhus - Greifswald - Niemcy[8]

## Działalność społeczna
Jest twórczynią i organizatorką artystyczną miejskiego, cyklicznego wydarzenia kulturalnego ArtFestiwal Stargard. Artystka współpracuje ze  środowiskami artystycznymi i placówkami kulturalnymi w Niemczech, m.in. Deutsch-Polnische Gesellschaft w Berlinie, Meklemburgii i Dolnej Saksonii. Była pomysłodawczynią i kuratorką wystawy Polnische Kunst der Moderne w Rathaus - Galerie Reinickendorf w Berlinie, promującej polską kulturę i sztukę w Niemczech.

## Nagrody
- 2005: Nagroda Prezydenta m. Stargardu dla artystów, twórców i animatorów kultury[5]
- 2012: Nagroda Muzeum m. Gdyni podczas Europejskiego Konkursu Malarstwa Barwy Morza, Gdynia[5]
- 2013: Bursztynowa nagroda VII Międzynarodowego Biennale Malarstwa i Tkaniny Unikatowej, Gdynia[5]
- 2017: Nagroda Prezydenta m. Stargardu dla artystów, twórców i animatorów kultury[5]
- 2023: Nagroda Prezydenta m. Stargardu dla artystów, twórców i animatorów kultury - kreator kultury[9]